# کریا گیلبرت
کریا گیلبرت (انگلیسی: Kerrea Gilbert؛ زادهٔ ۲۸ فوریهٔ ۱۹۸۷) یک ورزشکار اهل بریتانیا است.
از باشگاه‌هایی که در آن بازی کرده‌است می‌توان به باشگاه فوتبال کاردیف سیتی، آرسنال، باشگاه فوتبال شامروک روورز، باشگاه فوتبال یئوویل تاون، باشگاه فوتبال میدنهد یونایتد، باشگاه فوتبال پیتربورو یونایتد، باشگاه فوتبال ساوتند یونایتد، لستر سیتی، باشگاه فوتبال سنت آلبنز سیتی، و پورتلند تیمبرز اشاره کرد.